# Clayton (Californië)
Clayton is een plaats in Contra Costa County in Californië in de VS. Het werd gesticht in 1857 door Joel Henry Clayton (1812-1872) en zijn twee jongere broers.

## Geografie
Clayton bevindt zich op 37°56′27″Noord, 121°56′3″West. De totale oppervlakte bedraagt 10,2 km² (3,9 mijl²), allemaal land, geen water.

## Demografie
Volgens de census van 2000 bedroeg de bevolkingsdichtheid 1054,6/km² (2729,3/mijl²) en bedroeg het totale bevolkingsaantal 10.762 als volgt onderverdeeld naar etniciteit:
- 87,95% blanken
- 1,12% zwarten of Afrikaanse Amerikanen
- 0,19% inheemse Amerikanen
- 5,38% Aziaten
- 0,10% mensen afkomstig van eilanden in de Grote Oceaan
- 1,54% andere
- 3,73% twee of meer rassen
- 6,33% Spaans of Latino

Er waren 3883 gezinnen en 3207 families in Clayton. De gemiddelde gezinsgrootte bedroeg 2,76.

## Plaatsen in de nabije omgeving
De onderstaande figuur toont nabijgelegen plaatsen in een straal van 16 km rond Clayton.